# Smoke Some Kill
Smoke Some Kill è il terzo album del rapper statunitense Schoolly D. Prodotto da Arthur Mann e Ric Cohen, oltre ché dallo stesso Scholly D, l'album è pubblicato da Jive Records ed è prodotto, commercializzato e distribuito da RCA Records. L'album è distribuito anche per i mercati di Paesi Bassi, Germania e Canada.

## Critica e ricezione
L'album è stroncato dalla critica: AllMusic archivia l'album con 2/5 stelle, scrivendo che «Schoolly D è stato uno dei primi gangsta a generare minacce di censura. Il rap di Schoolly D è spesso irregolare e sembra sconclusionato, mentre le sue rime scorrono a malapena. È molto più caotico che creativo, ma riesce comunque a creare delle polemiche considerevoli tra le persone più calme dell'East Coast.» Sulla stessa linea Rolling Stone: «Smoke Some Kill dovrebbe essere suonato per tutti i futuri rapper in modo che sappiano cosa non fare.»
Di tutt'altro avviso il critico Robert Christgau, che assegna all'album una "B-" con una recensione mista.
Nonostante la critica il terzo prodotto di Schoolly D raggiunge sia la Top Black chart sia la Billboard 200, scalando le posizioni fino alla centottantesima.
| Recensione             | Giudizio |
| ---------------------- | -------- |
| AllMusic               | [ 1 ]    |
| Robert Christgau       | B-       |
| Los Angeles Daily News | B        |
| Rolling Stone          | [ 2 ]    |

## Tracce
I testi sono di Schoolly D.
1. Smoke Some Kill – 3:28 (musica: Nigel Green)
2. Here We Go Again – 2:43 (musica: Nigel Green)
3. Mr. Big Dick – 4:36 (musica: Joe "The Butcher" Nicolo)
4. Gangstar Boogie II – 3:43 (musica: Nigel Green)
5. This Is It (Ain't Gonna Rain) – 3:56 (musica: Joe "The Butcher" Nicolo)
6. Another Poem – 4:20 (musica: Joe "The Butcher" Nicolo, Big Tim (basso))
7. We Don't Rock, We Rap – 3:17 (musica: Nigel Green)
8. Signifying Rapper – 4:51 (musica: Nigel Green, Doug Grigsby (basso), Andy Kravitz (batterie), Mike Tyler (chitarra))
9. No More Rock N' Roll – 3:59 (musica: Nigel Green, Doug Grigsby (basso), Andy Kravitz (batterie), Mike Tyler (chitarra))
10. Same White Bitch (Got You Strung Out On Cane) – 4:19 (musica: Joe "The Butcher" Nicolo)
11. Treacherous – 4:27 (musica: Joe "The Butcher" Nicolo)
12. Black Man – 4:19 (musica: Joe "The Butcher" Nicolo)
13. Cocky 900 – 3:30 (musica: Nigel Green)
14. Fat Gold Chain – 3:01 (musica: Nigel Green)

Durata totale: 54:29

## Classifiche

### Classifiche settimanali
| Classifica (1988)   | Posizione massima |
| ------------------- | ----------------- |
| Stati Uniti         | 180               |
| US Top Black Albums | 50                |